# Giuseppe Ponzo
Giuseppe Ponzo (Napoli o Milano, prima del 1759 – dopo il 1791) è stato un compositore italiano.
Quasi nulla si sa sulla sua biografia. In vita intraprese numerosi viaggi attraverso l'Italia e l'Europa per mettere in scena le proprie opere. Scrisse inoltre diversa musica strumentale.

## Lavori noti
- Demetrio (opera seria, libretto di Pietro Metastasio, 1759, Genova)
- Alceste (opera seria, 1760, Reggio Emilia; di dubbia attribuzione)
- Arianna e Teseo (opera seria, libretto di Pietro Pariati, 1762, Milano)
- Artaserse (opera seria, libretto di Pietro Metastasio, 1766, Venezia)
- L'uomo femmina (dramma giocoso, libretto di Pietro Chiari, 1771, Madrid; di dubbia attribuzione)
- Il re alla caccia (dramma giocoso, libretto di Carlo Goldoni, 1775, Malta)
- 6 trio o sian sonate per 2 violini e violoncello
- Ouverture (1762)
- 6 sinfonie
- Sonata per flauto, violino e basso
- Credo per quattro voci e strumenti
- Varie arie e duetti

| Controllo di autorità | VIAF (EN) 307396768 · SBN INTV029844 |